# Chick Lyall
Chick Lyall (* 1958) ist ein schottischer Jazzpianist und Komponist.
Lyall studierte an der University of Glasgow Komposition bei Lyell Cresswell und Klavier bei Gusztav Fenyo. Er setzte seine Ausbildung bei George Hadjinikos in Manchester und Joe Maneri am New England Conservatory in Boston fort.
Von 1986 bis 1987 war er Musikdirektor der Drumley House School in Ayrshire, von 1996 bis 1998 unterrichtete er an der Royal Scottish Academy of Music and Drama. 2000 war er Artist in Residence an der Govan High School in Glasgow, daneben gab er von 2000 bis 2003 Gastvorlesungen an der University of Glasgow.
Lyall komponierte zahlreiche Auftragswerke, u. a. für das Scottish Chamber Orchestra, das Scottish National Jazz Orchestra und das National Youth Jazz Orchestra of Scotland, für das Glasgow Jazz Festival und die norwegische Gruppe Masqualero. 2004 erhielt er den Creative Scotland Award für die Komposition eines Stückes für zwei Klaviere mit Steven Osborne. Er komponierte auch Filmmusiken und Stücke für Tanzensembles.
Lyall leitete die Gruppe Tilting Ground und war Mitglied des elektroakustischen Trios Greenroom. Er arbeitete mit Musikern wie Tony Scott, Arild Andersen und Jon Christensen, dem The Scottish Jazz Quartet (mit Phil und Tom Bancroft, Tore Brunborg, Joe Maneri, Laura McDonald, Martin Kershaw, Rick Margitza, Joakim Milder und Petter Wettre) zusammen. Als Solopianist trat er u. a. beim London Jazz Festival, dem Bath International Festival, dem Brecon Jazz Festival, dem Edinburgh Jazz Festival und dem Glasgow Jazz Festival auf. Daneben gibt er auch Konzerte als Cembalist mit Werken von Bach, Händel und Scarlatti.

## Werke
- Threads für Bassklarinette und Computer, 1987
- Voiceover für Klavier und elektronische Musik, 1988
- Suite for Quintet für Jazzquintett, 1990
- Rites For Orchestra, multimediales Werk für Kammerorchester, Tanz und visuelle Kunst, 1993
- Eyes Of Fire für Saxophonquartett und Schlagzeug, 1994
- Suite For Jazz Ensemble, 1995
- John Muir Suite, 1999
- The North Bridge, 2001
- Short Suite, 2001
- New Work, 2002
- Duologue, 2003–04

## Diskographie
- Tilting Ground mit Tore Brunborg
- Soltary Dance, Soloalbum
- Hidden Music, Greenroom: David Baird, David Garrett
- Live – Trajectories, Greenroom
- Broken Poems mit Joakim Milder, Mike Dunning, Tom Bancroft
- The Beaten Path mit Rob Hall